# Talassaari (ö i Norra Karelen, Joensuu, lat 62,76, long 28,73)
Talassaari är en ö i Finland. Den ligger i sjön Rikkavesi och i kommunen Outokumpu i den ekonomiska regionen  Joensuu ekonomiska region  och landskapet Norra Karelen, i den centrala delen av landet, 300 km nordost om huvudstaden Helsingfors. Öns area är 1,5 hektar och dess största längd är 250 meter i nord-sydlig riktning.